# Barbara Laage
Pour les articles homonymes, voir Laage (homonymie).
Barbara Laage est une actrice française, née le 30 juillet 1920 à Menthon-Saint-Bernard (Haute-Savoie) et morte le 19 mai 1988 à Deauville (Calvados).

## Biographie
Elle fait ses débuts à l'écran en 1942 avec le film Signé illisible. Pressentie pour le premier rôle dans La Dame de Shanghaï, Orson Welles confiera finalement l'interprétation à sa femme, Rita Hayworth. Barbara Laage décroche son premier rôle international avec le personnage d’Eugenia Taris dans L'Indomptée (1948) aux côtés de Van Heflin, et accède à la célébrité avec son interprétation de Lizzie McKay dans l'adaptation cinématographique de la pièce de Jean-Paul Sartre, La Putain respectueuse (1952). Surtout à l'aise dans le cinéma américain (ainsi aux côtés de Kirk Douglas dans Un acte d'amour d’Anatole Litvak, ou partenaire de Gene Kelly dans La Route joyeuse), elle se produit en France entre autres pour Alex Joffé (Les Assassins du dimanche, 1956). En 1960, elle apparaît aux côtés de Paul Newman dans Paris Blues de Martin Ritt, ainsi que dans deux productions allemandes : Les Mille-et-une Nuits avec Karl Lieffen et Georg Jacoby, et Une nuit à Monte Carlo avec Eddie Constantine.
Dans Domicile conjugal de François Truffaut (1970), elle interprète une scène d'anthologie que Woody Allen adaptera dans Annie Hall : alors que Claude Jade parle dans les escaliers avec sa voisine de sa vie conjugale avec Jean-Pierre Léaud, ce dernier échange simultanément sur le même sujet au café d’en-face avec une collègue de bureau (jouée par Barbara Laage) ; au montage, le son et les images des deux conversations s'enchaînent rapidement, créant un effet de réciprocité dans les reproches que l'une et l'autre se font.
Au cours des années 1970, elle interprète encore deux seconds rôles : Défense de savoir aux côtés de Jean-Louis Trintignant et Projection privée face à Jane Birkin. Sa dernière apparition à l'écran vient en 1976 avec Une place forte de Guy Jorré.
Elle s'établit avec sa sœur Christiane à Deauville en 1985, où réside un de ses filleuls. C'est là qu'elle meurt trois ans plus tard à 67 ans, quelques jours après s'être étouffée au cours d'un repas. Ses cendres se trouvent au crématorium de Trouville-sur-Mer.

## Filmographie

### Cinéma
- 1942 : Signé illisible de Christian Chamborant - Une figuration
- 1948 : L'Indomptée (B.F's Daughter) de Robert Z. Leonard
- 1951 : La Rose rouge de Marcello Pagliero
- 1952 : La Putain respectueuse de Charles Brabant et Marcello Pagliero
- 1953 : Une Parisienne à Rome (Una parigina a Roma) d'Erich Kobler (de)
- 1953 : Zoé de Charles Brabant
- 1953 : L'Esclave d'Yves Ciampi
- 1953 : Fille d'amour  (Traviata 53) de Vittorio Cottafavi
- 1953 : Quai des blondes de Paul Cadéac
- 1954 : Nagana d'Hervé Bromberger
- 1954 : Un acte d'amour d'Anatole Litvak
- 1955 : Les Aventures de Gil Blas de Santillane de René Jolivet
- 1955 : Les Assassins du dimanche d'Alex Joffé
- 1956 : Je plaide non coupable d'Edmond T. Gréville
- 1956 : Action immédiate de Maurice Labro
- 1957 : La Route joyeuse (The Happy Road) de Gene Kelly
- 1957 : Deuxième Bureau contre inconnu de Jean Stelli
- 1957 : Miss Pigalle de Maurice Cam
- 1959 : Tentations (Un mundo para mi) de José Antonio de la Loma
- 1959 : Y'en a marre / Ce soir on tue d'Yvan Govar
- 1959 : Une nuit à Monte Carlo de Georg Jacoby
- 1960 : Le Caïd de Bernard Borderie
- 1960 : Ça va être ta fête de Pierre Montazel
- 1960 : Les Nuits orientales (de) (Orientalische Nächte) d’Heinz Paul
- 1961 : Paris Blues de Martin Ritt
- 1963 : Le Captif de Maurice Labro
- 1963 : Vacances portugaises de Pierre Kast
- 1964 : O Crime da Aldeia Velha (de) de Manuel Guimarães
- 1966 : Drôle de jeu de Pierre Kast et Jean-Daniel Pollet
- 1966 : O Corpo Ardente (pt) de Walter Hugo Khouri
- 1968 : Thérèse et Isabelle de Radley Metzger
- 1970 : Domicile conjugal de François Truffaut
- 1971 : La Maison des bois de Maurice Pialat
- 1973 : Projection privée de François Leterrier
- 1973 : Défense de savoir de Nadine Trintignant

### Télévision
- 1968 : Don Juan revient de guerre de Marcel Cravenne
- 1969 : La Main du mort de Guy Jorré
- 1972 : Le Père Goriot, téléfilm de Guy Jorré, d'après Honoré de Balzac : le rôle d'Antoinette de Langeais
- 1972 : Les Enquêtes du commissaire Maigret : Maigret en meublé de Claude Boissol : Madame Désiré

## Théâtre
- 1951 : Mi-figue, mi-raisin de Jean Tardieu, mise en scène Michel de Ré, Théâtre du Quartier Latin
- 1951 : Treize pièces à louer, 13 courtes pièces, mises en scène Michel de Ré, Théâtre du Quartier Latin
- 1962 : Les Cailloux de Félicien Marceau, mise en scène André Barsacq,   Théâtre de l'Atelier